# 窓から逃げた100歳老人
『窓から逃げた100歳老人』（まどからにげたひゃくさいろうじん、スウェーデン語: Hundraåringen som klev ut genom fönstret och försvann）はスウェーデン人作家ヨナス・ヨナソンのデビュー作となった2009年の小説である。

## プロット
アラン・カールソンは老人ホームでの100歳の誕生日パーティーを目前に、パーティーに興味なく老人ホームから逃げ出した。さりとて行く当てのないアランはバスの発着場に向かって有り金はたいて乗れるとこまで行こうとするが、その直前にトイレを急いでいたギャングから大金入りのスーツケースを預かり、あろうことかそれを所持したままバスに乗り込んでしまった。その結果、ギャングに追われる身になったアランは、一方で老人ホームの通報を受けた警察からも身柄を追われることになる。
アランは両親を早いうちに亡くして孤児になり、学は無いものの、独学で爆発物に関してさまざまな実験や研究をしていた。その知識や、持ち前の気ままな性格から、スペイン内戦から冷戦期にかけての世界の指導者たちと面識を持っていた。スペインのフランシスコ・フランコに命の恩人だと誤解されたことに始まり、ハリー・S・トルーマン米副大統領とともに夕食をとったり、ウィンストン・チャーチルとヒッチハイクしたり、毛沢東の妻と川船で移動したり、徒歩でヒマラヤ山脈を越えたりと、いくつもの修羅場を持ち前の幸運で乗り越える、波乱の人生を歩んでいた。
この物語は、100歳のアランの道中で知り合った仲間との逃亡劇を、アランの過去のエピソードを挟みながら展開していく。

## 出版

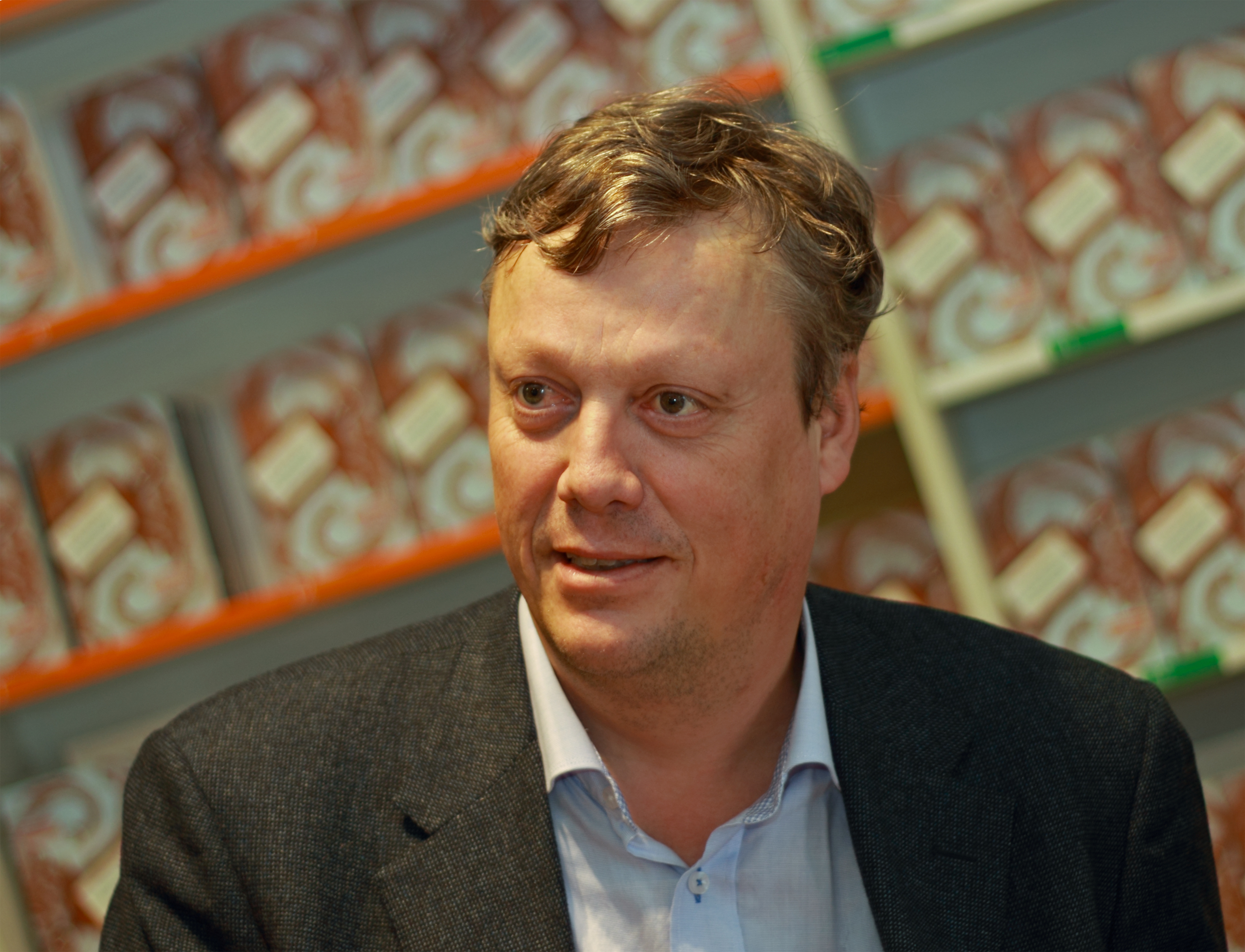
著者のヨナス・ヨナソン

『窓から逃げた100歳老人』は2009年にハードバックやオーディオブックとして、2010年にはペーパーバックとして出版された。これは2010年にスウェーデンでベストセラーとなり、2012年7月までに世界中で300万部が販売された。2010年には俳優のビヨルン・グラナスが朗読するオーディオブックが Iris Ljudbokspris を受賞した。この本は2012年7月12日にはイギリスでHesperus Pressより出版され、2012年9月11日にはアメリカでハイペリオンブックスより出版された。
日本では柳瀬尚紀の翻訳により、2014年7月に西村書店から出版された。

## 映画化
2010年11月25日、フェリックス・ハーングレンがこの本の映画化を監督すると発表された。この映画は Nice Entertainment と FLX Film が製作しており、撮影は2012年夏に開始された。ロバート・グスタフソンが主役のアラン・カールソンを演じる。この映画は2013年12月25日にスウェーデンで初公開された。一部メディアではウォルト・ディズニー・スタジオ・モーション・ピクチャーズ・インターナショナルが頒布権（distribution rights）をめぐる交渉を行っていると報じられた。
日本では2014年11月8日に『100歳の華麗なる冒険』のタイトルで公開された。